# Бойко Анатолій Васильович
Бойко Анатолій Васильович  (*14 березня 1960, Запоріжжя;— †27 грудня 2010, Запоріжжя) — український історик. Дослідник історичних джерел та історії Південної України XVIII — початку XX ст.

## Біографія
1986 р. закінчив історичний факультет Дніпропетровського державного університету. Продовжив навчання у аспірантурі того ж університету (1986—1989).
З 1989 р. був викладачем історичного факультету Запорізького державного університету. 1991 року захистив кандидатську дисертацію на тему «Торгівля Південної України 1775—1825 рр.».
1999 року очолив кафедру джерелознавства, історіографії та спеціальних дисциплін.
У 2001 році захистив докторську дисертацію.
Очолював правління Запорізького наукового товариства ім. Я. П. Новицького.

## Основні роботи
- Матеріали до історії Азовського козачого війська. —Запоріжжя, 1995. —220с. (співавтор Л. М. Маленко).
- Південна Україна останньої чверті XVIII століття. Частина 1. Аграрні відносини. —Запоріжжя: РА «Тандем у», 1997. — 204 с.
- Південна Україна останньої чверті XVIII століття: аналіз джерел. — К., 2000. — 308 с.
- Джерела з історії ярмарок Південної України останньої чверті XVIII — першої половини XIX століття. — Запоріжжя: Тандем-У, 2000. — 136 с.
- Історія рідного краю (Запорізька область): XVIII — початок XX ст. Підручник для 9 класу середньої загальноосвітньої школи. — Запоріжжя: Прем'єр, 2000. — 128 с. (співавтор Ф. Г. Турченко)
- Адміністративний устрій Південної України останньої чверті XVIII століття. — Запоріжжя, 2007. — 208 с.